# Лирола, Поль
Поль Микель Лирола Косок (исп. Pol Mikel Lirola Kosok; 13 августа 1997, Мольет-дель-Вальес, Испания) — испанский футболист, защитник клуба «Олимпик Марсель».

## Клубная карьера
Лирола является воспитанником испанского клуба «Эспаньол». В январе 2015 года был взят «Ювентусом» в аренду, выступал в молодёжной команде. Летом 2015 года подписал со «старой синьорой» полноценный контракт.
28 июля 2016 года был отдан в двухгодичную аренду в итальянский клуб «Сассуоло». 25 августа 2016 года дебютировал в профессиональном футболе в поединке Лиги Европы против «Црвены Звезды», выйдя в стартовом составе и проведя на поле весь матч. 18 сентября 2016 года дебютировал в Серии А поединком против «Дженоа».